# Neue Kroatische Initiative
Die Neue Kroatische Initiative (Nova Hrvatska Inicijativa, Abkürzung NHI) war eine liberale Partei der kroatischen Volksgruppe in Bosnien und Herzegowina. Sie wurde von Krešimir Zubak gegründet und war in Sarajevo ansässig. Im Oktober 2007 schloss sie sich mit der Kroatischen Bauernpartei zur Kroatische Bauernpartei in Bosnien und Herzegowina-Neue Kroatische Initiative zusammen.

## Gründung
Die Gründung erfolgte durch Krešimir Zubak am 27. Juni 1998, als dieser aus der HDZ Bosnien und Herzegowina austrat. Er schaffte es jedoch nicht, die Wähler zu überzeugen, seine NHI zu wählen.

## Fusion
Die politische Stagnation führte dazu, dass die NHI und die Kroatische Bauernpartei am 1. Oktober 2007 fusionierten. Die neue Partei Kroatische Bauernpartei in Bosnien und Herzegowina-Neue Kroatische Initiative behält beide Namen bei.

## Position
Die NHI sieht sich als christlich-demokratische Partei und steht für ein multiethnisches Bosnien.